# Премијер лига Босне и Херцеговине у одбојци за жене 2016/17
Премијер лига Босне и Херцеговине у одбојци за жене 2016/17 је 12. сезона најјачег одбојкашког такмичења у Босни и Херцеговини.

## Систем такмичења
У лиги је учествовало 10 клубова, а такмичење се одвијало у двије фазе: лигашки дио и плеј оф.
У лигашком дијелу играло се двокружно по систему свако са сваким односно 18 кола. Након 18 кола двије последњепласиране екипе испале су у нижи ранг док је 8 првопласираних екипа наставило такмичење у плеј-офу.
У плеј-офу играло се четвртфинале, полуфинале и финале а побједник је екипа која прва дође до двије побједе.
Ово је друга сезона са новим системом такмичења према којем нема плеј-аута и гдје у плеј-офу умјесто досадашњих шест учествује осам екипа.

## Клубови учесници
У сезони 2016/17 у Премијер лиги БиХ учествује 10 тимова. У односу на претходну сезону из лиге су испали ЖОК Босна и УОК Бихаћ Премингер а нови чланови лиге су ОК ХЕ на Дрини и ОК Горажде.
| Клуб                | Град      | Дворана                                   | Пласман у претходној сезони        |
| ------------------- | --------- | ----------------------------------------- | ---------------------------------- |
| ОК ХЕ на Дрини      | Вишеград  | -                                         | Шампион Прве лиге Републике Српске |
| ОК Горажде          | Горажде   | -                                         | Шампион Суперлиге Федерације БиХ   |
| ЖОК Бимал Јединство | Брчко     | Магнет Брчко                              | 1. мјесто ПЛБИХ                    |
| УОК БЛ Волеј        | Бања Лука | Универзитетска спортска дворана Бања Лука | 4. мјесто ПЛБИХ                    |
| ОК Дервента         | Дервента  | -                                         | 8. мјесто ПЛБИХ                    |
| ЖОК Гацко           | Гацко     | Дворана КСЦ Гацко                         | 2. мјесто ПЛБИХ                    |
| ОК Кула Градачац    | Градачац  | -                                         | 3. мјесто ПЛБИХ                    |
| ЖОК Модрича         | Модрича   | -                                         | 5. мјесто ПЛБИХ                    |
| ЖОК Радник          | Бијељина  | -                                         | 7. мјесто ПЛБИХ                    |
| ЖОК Слобода         | Тузла     | Мејдан                                    | 6. мјесто ПЛБИХ                    |